# Raio de elétrons relativísticos
Raios de elétrons relativísticos são jatos de elétrons movendo-se a velocidades relativísticas. Foi sugerido que raios de elétrons relativísticos poderiam ser utilizados para aquecer e acelerar a massa de reação em foguetes elétricos.